# Chausseehaus Mallentin

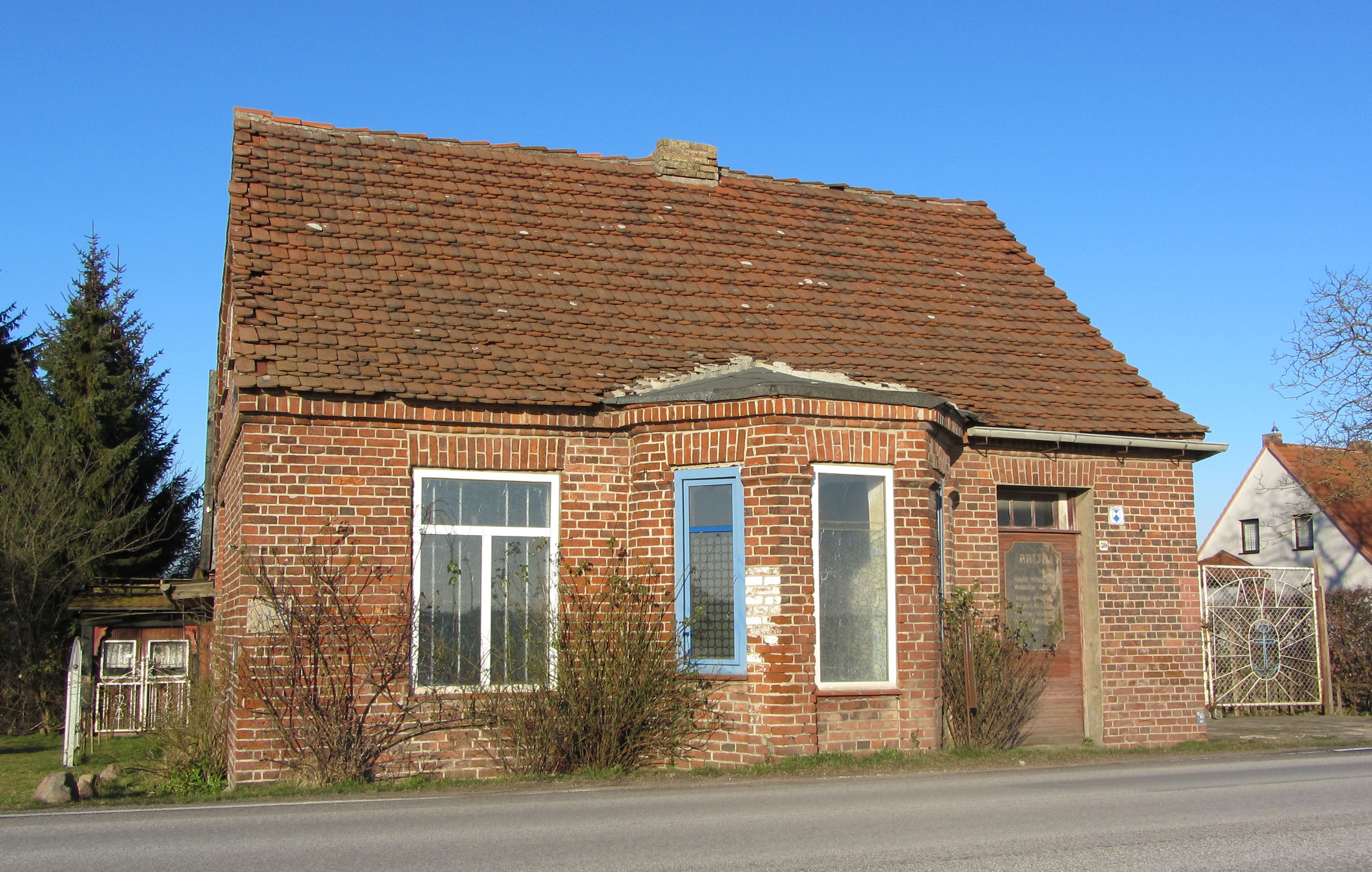
Ehemaliges Chausseehaus

Das ehemalige Chausseehaus, auch als Straßenwärterhaus bezeichnet, ist ein denkmalgeschütztes Gebäude in Mallentin (Gemeinde Stepenitztal), im Landkreis Nordwestmecklenburg (Mecklenburg-Vorpommern).

## Geschichte und Architektur
Das kleine eingeschossige Gebäude unter einem Satteldach wurde 1842 als Chausseehaus in Backstein errichtet. Zur Einziehung des Wegegeldes wurde an der Straßenfront mittig ein dreiseitiger Vorbau gebaut. Das Gebäude ist ein verkehrsgeschichtlich bedeutendes Einzeldenkmal, es steht an der heutigen Bundesstraße 105 etwa auf halber Wegstrecke zwischen den Orten Dassow und Grevesmühlen.